# Elena Contreras Patiño

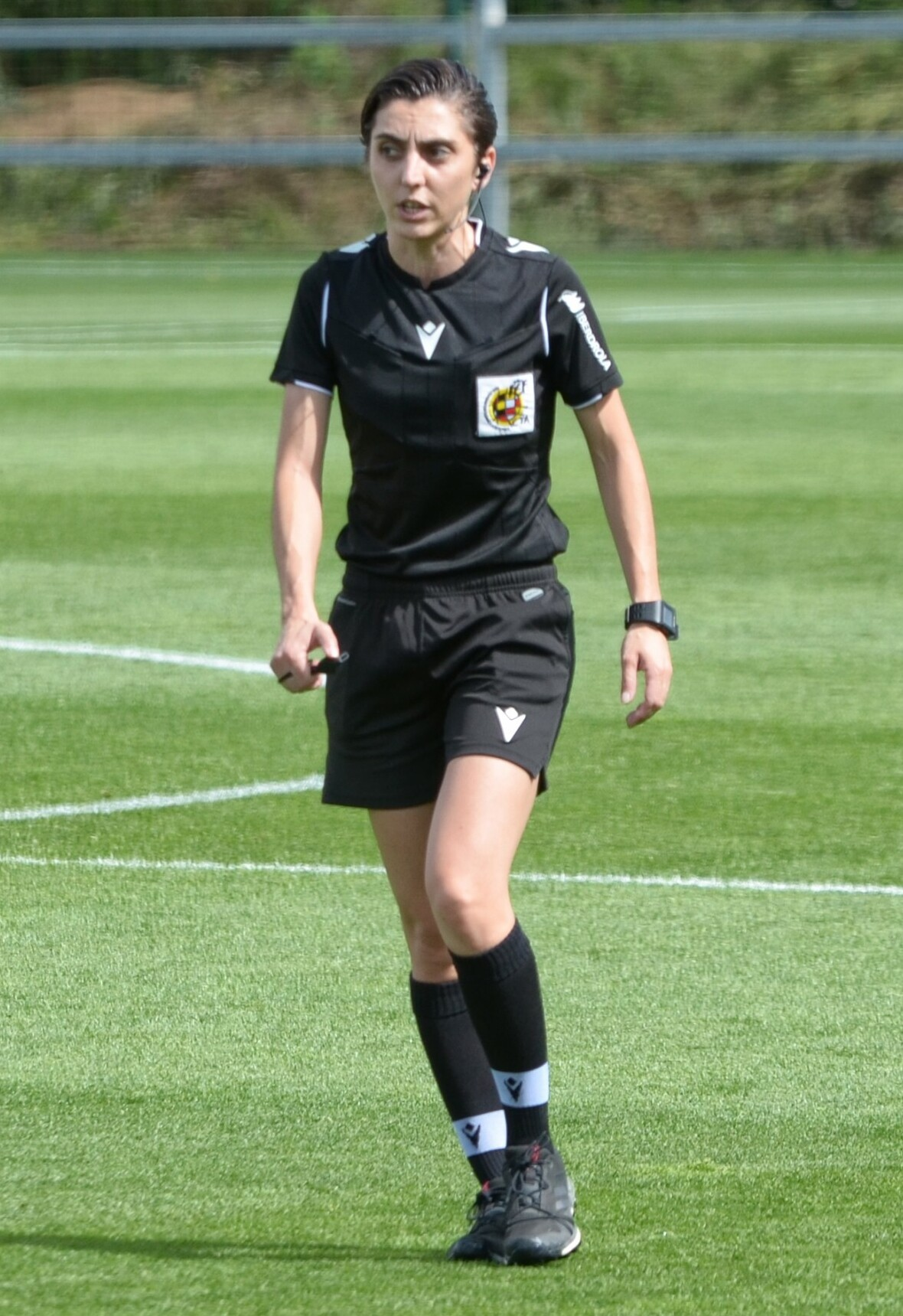
Elena Contreras Patiño (2021)

Elena Contreras Patiño (* 6. April 1988 in Madrid) ist eine spanische Fußballschiedsrichterin.
Contreras Patiño leitete ab der Saison 2017/18 Spiele in der Primera División. Sie debütierte am 3. September 2017 im Spiel zwischen dem Zaragoza CFF und dem FC Barcelona (0:9). Am Ende der Saison 2020/2021 stieg sie in die zweite Frauenliga ab.